# Lake Pedder National Park
Lake Pedder National Park är en nationalpark i Australien.   Den ligger i delstaten Tasmanien, i den sydöstra delen av landet, 900 km söder om huvudstaden Canberra. Lake Pedder National Park ligger 304 meter över havet.